# Porto do Rio de Janeiro
O Porto do Rio de Janeiro é um porto da cidade do Rio de Janeiro, capital do estado homônimo, no Brasil. É compreendido em parte do Centro, Gamboa, Saúde, Santo Cristo e do Caju. Também é denominado de Porto Maravilha e Zona Portuária.
Estabeleceu-se numa enseada da costa ocidental da baía de Guanabara, situado a 22 54´23“ de latitude sul e a 43 10’ 22” de longitude oeste de Greenwich (coordenadas do antigo observatório Astronômico).

## História
Em princípios do século XX, os serviços de expedição de mercadorias para o exterior e para os estados brasileiros por via marítima e do recebimento das provindas de fora, por mar, eram efetuadas geralmente por meio de saveiros que atracavam em pontes quase todas de madeiras, “piers” ou cais de pequeno calado d’água; apenas algumas dessas construções acostavam vapores de pequena cabotagem.

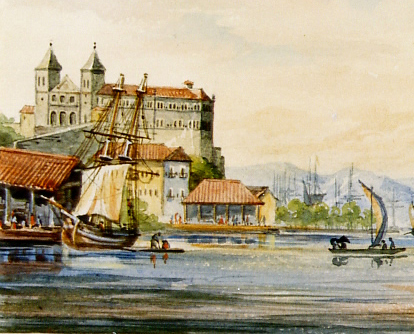
Pintura ilustrando a baía de Guanabara e o Porto do Rio de Janeiro em 1841, com o Mosteiro de São Bento ao fundo.

Todas as mercadorias importadas e a bagagem dos passageiros, sujeita ao fisco aduaneiro e passivas de imposto, vinham, transportadas em saveiros, descarregar na doca da Alfândega para os armazéns que a guarneciam pelo lado de terra; exceto os gêneros despachados sobre água, que seguiam para os trapiches ou outros destinos, o carvão de pedra era descarregado na Estação Marítima da Estrada de Ferro Central do Brasil, ou para depósitos de importadores, como o da Ilha dos Ferreiros, pertencentes à "Brasilian Coal" e dotado de ponte de descarga alcançando fundos de 6 metros em águas médias.
Os serviços de inflamáveis e de corrosivos faziam-se em trapiches sitos na Ilha dos Melões, ao Sul da enseada de São Cristóvão. Mais além da margem da enseada, bordadas pelas praias das Palmeiras e de S. Cristóvão, estavam instaladas a "Companhia Luz Stearica" e estâncias de madeira.
Entre esses estabelecimentos comerciais e industriais (com servidão sobre as águas da baía, que em número considerável achavam-se disseminados pelo litoral), compreendidos entre o trapiche Mauá, separados do Arsenal de Marinha por uma estreita rua e pela Ilha dos Melões e medindo cerca de 4.800 metros (segundo os contornos revestidos de pedra), havia apenas alguns estabelecimentos dotados de obras marítimas construídas com maior solidez e eficiência, admitindo a acostagem de embarcações de calado superior a 5 metros.

## Características

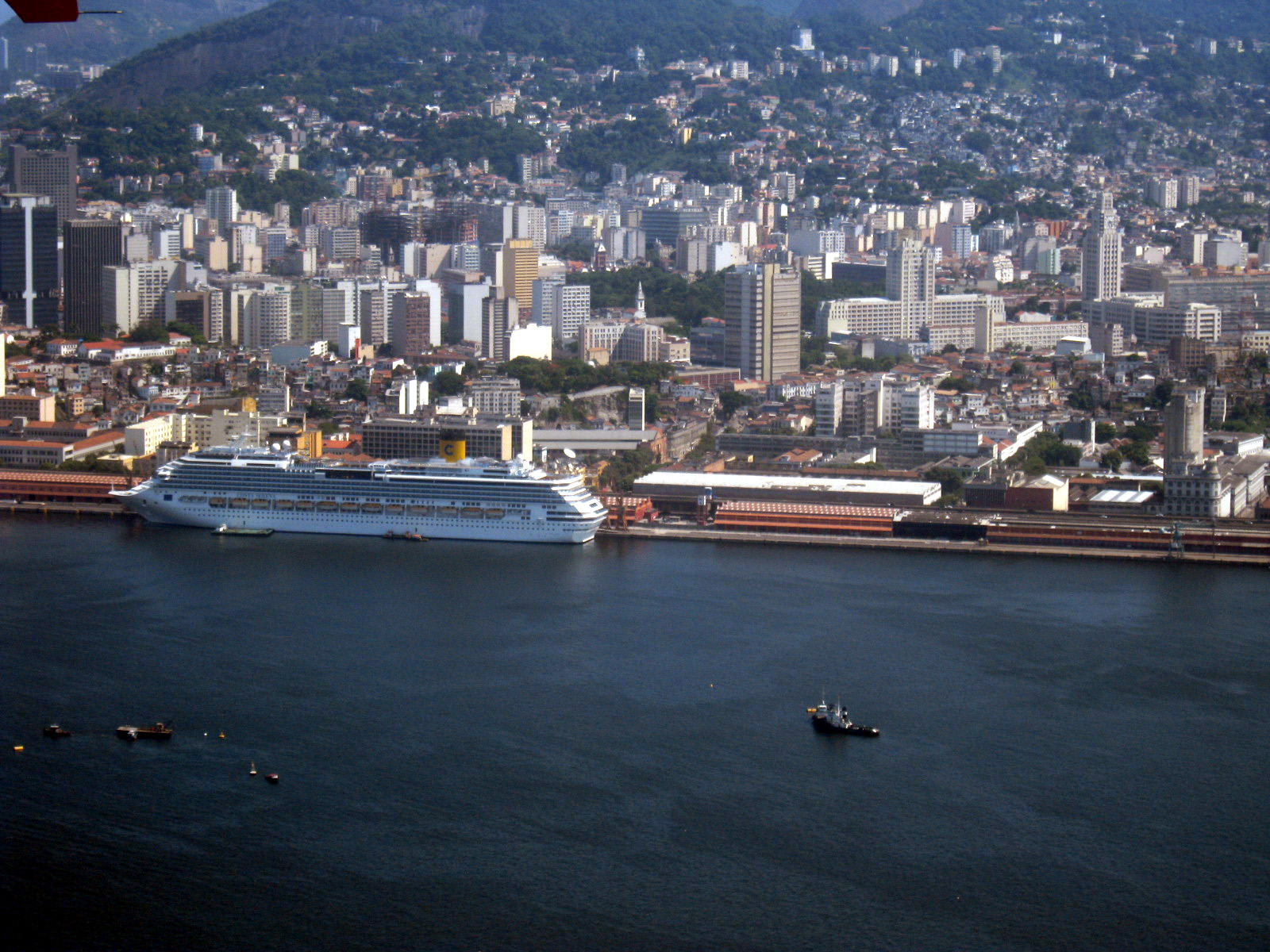
O cruzeiro Costa Serena atracado no Porto do Rio de Janeiro em 2011.

Planta do Projeto de Melhoramento do Porto do Rio de Janeiro (1888) Documento sob guarda do Arquivo Nacional.

O Porto do Rio de Janeiro atende aos estados do Rio de Janeiro, São Paulo, Minas Gerais, Espírito Santo, Bahia e sudoeste de Goiás, entre outros.
É um dos mais movimentados do país quanto ao valor das mercadorias e à tonelagem. Minério de ferro, manganês, carvão, trigo, gás e petróleo são os principais produtos escoados.
Administrado pela Companhia Docas do Rio de Janeiro (CDRJ), conta com 6 740 metros de cais contínuo e um píer de 883 metros de perímetro, que compõem os seguintes trechos: Cais Mauá (35 000 m² de pátios descobertos), Cais da Gamboa (60 000 m² de área coberta em 18 armazéns e pátios com áreas descobertas de aproximadamente 16 000 m²), Cais de São Cristóvão (12 100 m² em dois armazéns cobertos e uma área de pátios com 23 000 m²), Cais do Caju e Terminal de Manguinhos. Existem ainda dez armazéns externos, totalizando 65 367 m², e oito pátios cobertos (11 027 m²), com capacidade de estocagem para 13 100 toneladas, além de outros terminais de uso privativo na Ilha do Governador (exclusivo de Shell e Esso), na baía de Guanabara (Refinaria de Manguinhos) e nas ilhas d’Água e Redonda (Petrobras).

## Terminais
Dados atualizados em 22 de fevereiro de 2023.
| Terminal                                              | Produto transportado  | Arrendador                                          | Início do arrendamento | Término do arrendamento |
| ----------------------------------------------------- | --------------------- | --------------------------------------------------- | ---------------------- | ----------------------- |
| Terminal 1 (T1)                                       | Contêineres           | ICTSI Rio Brasil Terminal 1 S/A                     | 30/04/1998             | 30/04/2023              |
| Terminal 2 (T2)                                       | Contêineres           | Multi-Rio Operações Portuárias S/A                  | 30/04/1998             | 30/04/2048              |
| Terminal Roll-On Roll-Off (TRR)                       | Veículos              | Multi-Car Rio Terminal de Veículos S/A              | 09/06/2002             | 09/06/2052              |
| Terminal de Produtos Siderúrgicos São Cristóvão (TSC) | Produtos siderúrgicos | Triunfo Logística Ltda                              | 20/08/1997             | 20/08/2017              |
| Terminal de Trigo São Cristóvão (TTC)                 | Grãos                 | Terminal de Trigo do Rio de Janeiro - Logística S/A | 10/12/1998             | 10/12/2018              |
| Projeto Pier Mauá (PPM)                               | Cruzeiros             | Pier Mauá S/A                                       | 01/06/1999             | 01/06/2024              |